# Tavíkovice
Tavíkovice (en allemand : Taikowitz) est une commune du district de Znojmo, dans la région de Moravie-du-Sud, en République tchèque. Sa population s'élevait à 599 habitants en 2020.

## Géographie
Tavíkovice se trouve à 10 km au nord-est de Jevišovice, à 21 km au nord de Znojmo, à 41 km à l'ouest-sud-ouest de Brno et à 168 km au sud-est de Prague.
La commune est limitée par Přešovice et Rouchovany au nord, par Horní Kounice à l'est, par Přeskače et Běhařovice au sud, et par Újezd à l'ouest.

## Histoire
La première mention écrite de la localité date de 1349.